# Halichoeres sazimai
Halichoeres sazimai är en fiskart som beskrevs av Luiz, Ferreira och Rocha 2009. Halichoeres sazimai ingår i släktet Halichoeres och familjen läppfiskar. Inga underarter finns listade i Catalogue of Life.